# Benedicto Godoy
Benedicto Godoy (1924. július 28. – ?), bolíviai válogatott labdarúgó.
A bolíviai válogatott tagjaként részt vett az 1949-es Dél-amerikai bajnokságon, illetve az 1950-es világbajnokságon.

## Külső hivatkozások
- Benedicto Godoy – a FIFA adatbázisában

1. ↑  FBref